# John George Haigh

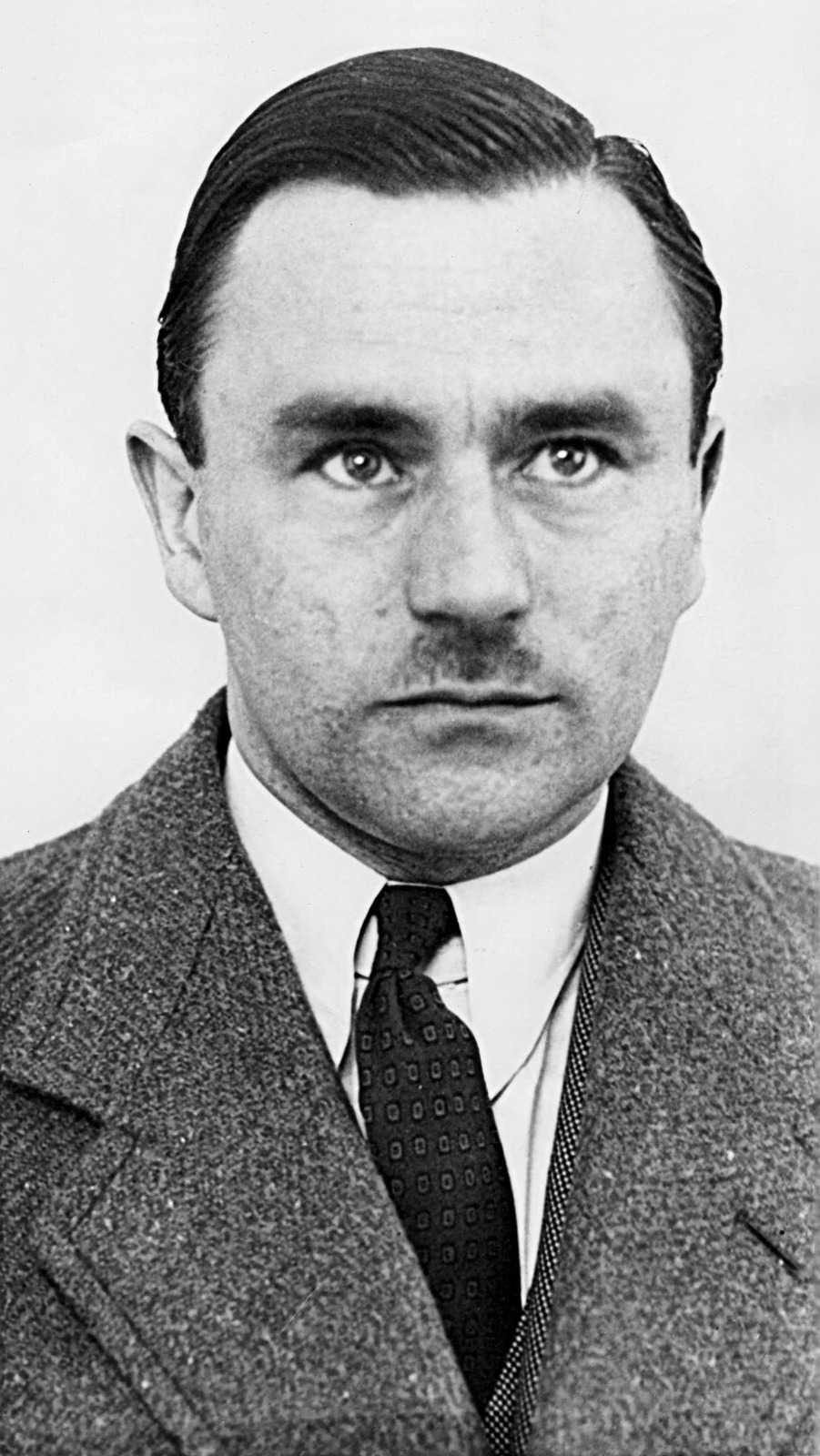
John George Haigh

John George Haigh (ur. 24 lipca 1909, zm. 10 sierpnia 1949) – brytyjski seryjny morderca działający w latach 40. XX wieku.
Udowodniono mu zamordowanie sześciu ludzi, chociaż twierdził, że ofiar było dziewięć. Ciała zamordowanych rozpuszczał w kwasie siarkowym (stąd przydomek Acid Bath Murderer) a następnie fałszował dokumenty własnościowe ich posesji i sprzedawał je za znaczne sumy pieniędzy. Działał w przekonaniu, że policja potrzebuje ciała ofiary, by móc skazać oskarżonego. W konsekwencji popełnionych zbrodni został skazany na śmierć przez powieszenie. Wyrok wykonał Albert Pierrepoint 10 sierpnia 1949.

## Dzieciństwo
Haigh urodził się w Stamford (Lincolnshire), dorastał w Outwood. Jego rodzice, John i Emily, byli członkami braci plymuckich. Jego dom był ogrodzony od zewnętrznego świata wysokim płotem, wychował się więc w odizolowaniu. W przyszłości twierdził, że przeżywał w dzieciństwie koszmar wynikający z surowego religijnego wychowania.